# 努斯来提·瓦吉丁
努斯来提·瓦吉丁（1951年—），男，维吾尔族，新疆吐鲁番人，中华人民共和国音乐家、政治人物，新疆音乐家协会主席，新疆歌剧院院长，中国共产党党员，第十一届全国人民代表大会新疆地区代表。

## 生平
毕业于天津艺术学院作曲指挥专业。2008年起担任全国人大代表。